# Luigi Goytre
Luigi Goytre (Cavour, 5 giugno 1893 – Tirana, 13 settembre 1943) è stato un militare italiano.
Tenente Colonnello del Regio Esercito, partecipò alla prima e alla seconda guerra mondiale. Dopo la proclamazione dell'armistizio dell'8 settembre 1943, si oppose fermamente alla resa ai tedeschi. Caduto in combattimento nei pressi di Tirana il 13 settembre, per il suo comportamento in questo frangente fu decorato di Medaglia d'oro al valor militare alla memoria.

## Biografia
Nacque a Cavour il 5 giugno 1893, figlio di Michelangelo e Angela Coero Borga, e si arruolò come volontario nel Reggimento "Cavalleggeri di Lucca" nel corso del 1911.
All'entrata in guerra del Regno d'Italia, il 24 maggio 1915, aveva il grado di sergente maggiore. Nell'aprile del 1916 ottenne la promozione a sottotenente in servizio permanente effettivo (S.P.E.), venendo trasferito nel Reggimento "Cavalleggeri di Roma" che operava appiedato sul medio Isonzo, nella zona di Plava-Canale. Si distinse particolarmente il 15 settembre 1916 durante un assalto alla baionetta contro Quota 77, in cui riportò una ferita da scheggia di bomba a mano. Promosso tenente nel 1917 quando era in forza al Reggimento "Lancieri di Montebello", prese parte alle operazioni di protezione al ripiegamento dei reparti del Regio Esercito dopo la disfatta di Caporetto.
Divenne capitano nel 1930 mentre prestava servizio presso il Reggimento "Cavalleggeri di Vittorio Emanuele II". In seguito prestò servizio presso il centro per l'allevamento dei quadrupedi di Persano, e dal marzo 1936, presso il Tribunale militare di Bologna. Divenuto maggiore il 1 gennaio 1940, fu trasferito al Reggimento "Nizza Cavalleria" dove prestò servizio durante la seconda guerra mondiale. Promosso tenente colonnello nel settembre 1942, assunse il comando IV Gruppo Corazzato del reggimento, che allora prestava servizio in Albania, in seno alla 9ª Armata del generale Renzo Dalmazzo. Tale Grande Unità era inquadrata nel Gruppo d'armate Est al comando del generale Ezio Rosi.  Quando fu proclamato l'armistizio con gli anglo-americani, l'8 settembre 1943, fu tra i primi ufficiali ad opporsi vigorosamente ai tedeschi, e perse la vita durante i combattimenti del 12 settembre, atti ad impedire l'occupazione dell'aeroporto di Tirana da parte delle truppe germaniche.  Il 23 settembre del 1945 gli fu conferita la Medaglia d'oro al valor militare alla memoria su proposta del Ministro della Guerra Jacini.
Il suo paese natale gli ha intitolato una via, così come la città di Torino.

### Annotazioni
1. ↑  Assegnato dal febbraio del 1942 al Raggruppamento Celere Albania. Tale unità era al comando del generale Renzo Mayer, e comprendeva oltre al citato reparto, anche i Reggimenti “Cavalleggeri di Monferrato” (al comando del colonnello Luigi Lanzuolo), "Cavalleggeri Guide", "Lancieri di Firenze", il XLVI Battaglione bersaglieri, il XXI Battaglione della M.V.S.N., e un reparto autonomo
2. ↑  Colpito gravemente al torace fu soccorso e trasportato solamente all'alba del giorno dopo presso un ospedale da campo, dove morì.
3. ↑  Lasciava la moglie Fanny Casalis e tre figlie.
4. ↑  Insieme a lui ne furono insigniti anche il capitano Giorgi caduto a Chiavica–Pedona (Ravenna) il 2 marzo 1945, e il tenente Italo Gastaldi caduto a Visso–Norcia il 13 marzo 1944.

### Fonti
1. 1 2 3 4 5  Combattenti Liberazione.
2. ↑  Gruppo Medaglie d'Oro al Valor Militare 1965, p. 307.
3. 1 2 3  Brignoli 2007, p. 69.
4. 1 2  Brignoli 2007, p. 31.
5. ↑  Brignoli 2007, p. 71.
6. 1 2  Brignoli 2007, p. 40.
7. 1 2  Becherelli, Carteny, Giardini 2013, p. 223.
8. ↑  Becherelli, Carteny, Giardini 2013, p. 224.
9. ↑  Becherelli, Carteny, Giardini 2013, p. 227.